# Liste der Emissionshandelssysteme
Die Liste der Emissionshandelssysteme enthält alle bereits in Kraft getretenen, in Entwicklung und in Planung befindlichen Emissionshandelssysteme (EHS, englisch Emissions Trading System, ETS). Es handelt sich dabei ausschließlich um Systeme zur Reduktion von Treibhausgasemissionen.

## Allgemeines
- Angegeben sind die vom jeweiligen System erfassten Sektoren. Dafür kommen in Frage:
  - Energiewirtschaft
  - Industrie (ohne Energiewirtschaft)
  - Verkehr (ohne Luftverkehr)
  - Gebäude (Wärme)
  - Luftverkehr (innerstaatlich bzw. innerhalb der Staaten des Systems)
  - Abfallwirtschaft
  - Forstwirtschaft (auch als Kohlenstoffsenke, derzeit nur in Neuseeland umgesetzt)
  - Landwirtschaft (nicht umgesetzt, in Neuseeland geplant)

- Als Cap wird die Obergrenze der jährlich ausgegebenen Emissionsberechtigungen (Zertifikate) in Millionen Tonnen (Mt) CO-2-Äquivalente angegeben. Bei einigen Systemen wird kein explizites Cap vorgegeben, sondern die Menge der Zertifikate richtet sich nach einem Benchmark-Verfahren.

- Der Durchschnittspreis bezeichnet den durchschnittlichen Marktpreis 2023 auf dem Sekundärmarkt. Falls kein Sekundärmarkt etabliert ist, wird der durchschnittliche Auktionspreis angegeben. Die Angaben erfolgen in USD pro Tonne CO2-Äquivalent. Andere Währungen wurden in USD umgerechnet.

- Das Ziel 2030 gibt die vorgesehene prozentuale Reduktion der THG-Emissionen im Jahr 2030 bezogen auf ein Basisjahr an. BAU bedeutet Business as usual (wie gehabt, also gegenüber einem Referenzszenario ohne zusätzliche Klimaschutzmaßnahmen). Eine Jahresangabe mit dem Zusatz Intensität bezeichnet eine geplante Reduktion der Emissionsinentität gegenüber dem Bezugsjahr.

- Sofern Treibhausgas-, CO2- oder Klimaneutralität angestrebt wird, enthält die letzte Spalte die entsprechende Jahresangabe mit einem Kürzel für Treibhausgasneutralität (THG), CO2- bzw. Kohlenstoffneutralität (CO2), Klimaneutralität (Klima) oder Netto-Null-Emissionen (Net zero).

## Emissionshandelssysteme

### In Kraft getreten
| Staat(en)                                           | (Kurz-)Bezeichnung                                                        | Startjahr | Sektoren                                                                   | Cap [Mt CO2-eq]                             | Ø-Preis (2023) [USD/t] | Ziel 2030                 | Neutralität bis |
| --------------------------------------------------- | ------------------------------------------------------------------------- | --------- | -------------------------------------------------------------------------- | ------------------------------------------- | ---------------------- | ------------------------- | --------------- |
| Australien                                          | Australien Safeguard Mechanism                                            | k. A.     | Industrie, Verkehr, Luftverkehr, Abfall                                    | Benchmark                                   | k. A.                  | 43 % unter 2005           | 2050 Net zero   |
| Österreich                                          | Nationales EHS Österreich (NEHG 2022)                                     | 2022      | Energie, Industrie, Gebäude, Verkehr                                       | derzeit kein Cap                            | 35,14                  | 36 % unter 2005           | 2040 THG        |
| Kanada                                              | Alberta Technology Innovation and Emissions Reduction Regulation (TIER)   | 2020      | Industrie                                                                  | Benchmark                                   | 48,15                  | k. A.                     | 2050 CO2        |
| Kanada                                              | British Columbia Output-Based Pricing System                              | 2024      | Industrie                                                                  | Benchmark                                   | 48,15                  | 40 % unter 2007           | k. A.           |
| Kanada                                              | Canada Federal Output-Based Pricing System                                | 2019      | Energie, Industrie                                                         | kein Cap                                    | 48,15                  | 40–45 % unter 2005        | 2050 Klima      |
| Kanada                                              | New Brunswick Output-Based Pricing System                                 | 2021      | Energie, Industrie                                                         | Benchmark                                   | 48,15                  | 46 % unter 2005           | 2050 Net zero   |
| Kanada                                              | Newfoundland and Labrador Performance Standards                           | 2019      | Energie, Industrie                                                         | Benchmark                                   | 48,15                  | 30 % unter 2005           | 2050 Net zero   |
| Kanada                                              | Nova Scotia Output-Based Pricing System for Industry                      | 2023      | Energie, Industrie                                                         | Benchmark                                   | 48,15                  | 53 % unter 2005           | 2050 Net zero   |
| Kanada                                              | Ontario Emissions Performance Standards program (L1)                      | 2022      | Energie, Industrie                                                         | Benchmark                                   | 48,15                  | 30 % unter 2005           | k. A.           |
| Kanada                                              | Québec Cap-and-Trade System (L1)                                          | 2013      | Energie, Industrie, Gebäude, Verkehr                                       | 51,6 (2024)                                 | 33,76                  | 37,5 % unter 1990         | 2050 CO2        |
| Kanada                                              | Saskatchewan Output-Based Performance Standards Program                   | 2023      | Energie, Industrie                                                         | Benchmark                                   | 48,15                  | k. A.                     | 2050 Net zero   |
| China                                               | Beijing pilot ETS                                                         | 2013      | Industrie, Gebäude, Verkehr                                                | ca. 44 (2022)                               | 12,84                  | Peak (a)                  | k. A.           |
| China                                               | Chongqing pilot ETS                                                       | 2014      | Industrie                                                                  | 78,39 (2020)                                | 4,09                   | Peak                      | 2060 Klima      |
| China                                               | Fujian pilot ETS                                                          | 2016      | Industrie, Luftverkehr                                                     | 116,2 (2022)                                | 3,28                   | Peak                      | 2060 CO2        |
| China                                               | Guangdong pilot ETS                                                       | 2013      | Industrie, Luftverkehr                                                     | 297 (2023)                                  | 10,58                  | Peak                      | 2060 Klima      |
| China                                               | Hubei pilot ETS                                                           | 2014      | Industrie                                                                  | 180 (2022)                                  | 5,47                   | Peak                      | 2060 Klima      |
| China                                               | China National ETS                                                        | 2021      | Energie                                                                    | ca. 5.000 (2022)                            | 9,65                   | Peak                      | 2060 CO2        |
| China                                               | Shanghai pilot ETS                                                        | 2013      | Industrie, Gebäude, Verkehr, Luftverkehr                                   | 100 (2022)                                  | 9,45                   | 5 % unter 2025            | 2060 Klima      |
| China                                               | Shenzhen pilot ETS                                                        | 2013      | Industrie, Gebäude, Verkehr                                                | 28 (2023)                                   | 6,55                   | Peak                      | k. A.           |
| China                                               | Tianjin pilot ETS                                                         | 2013      | Industrie                                                                  | 74 (2023)                                   | 4,54                   | Peak                      | k. A.           |
| 27 EU-Staaten sowie Liechtenstein, Island, Norwegen | EU Emissions Trading System EU-ETS (L2)                                   | 2005      | Energie, Industrie, Luftverkehr                                            | 1386 (Energie+Industrie) 28,9 (Luftverkehr) | 90,25                  | 55 % unter 1990           | 2050 Klima      |
| Deutschland                                         | Nationales Emissionshandelssystem nEHS                                    | 2021      | Gebäude, Verkehr                                                           | kein Cap                                    | 48,42                  | 65 % unter 1990           | 2050 THG        |
| Indonesien                                          | Indonesian Economic Value of Carbon (Nilai Ekonomi Karbon) Trading Scheme | 2023      | Energie                                                                    | ca. 238,2 (o. J.)                           | 4,45                   | 31,9–43,2 % unter BAU (b) | 2060 Klima      |
| Japan                                               | Saitama Target Setting ETS                                                | 2011      | Industrie, Gebäude                                                         | 6,9 (2021)                                  | 1,02                   | 46 % unter 2013           | k. A.           |
| Japan                                               | Tokyo Cap-and-Trade Program                                               | 2010      | Industrie, Gebäude                                                         | 11,1 (2021)                                 | 4,63                   | 50 % unter 2000           | 2050 Klima      |
| Kasachstan                                          | Kazakhstan ETS                                                            | 2013      | Energie, Industrie                                                         | 161,2 (2024)                                | 1,04                   | 25 % unter 1990           | 2060 CO2        |
| Südkorea                                            | Korea ET Scheme                                                           | 2015      | Energie, Industrie, Gebäude, Verkehr, Luftverkehr, Abfall                  | 567,1 (2024)                                | 7,66                   | 40 % unter 2018           | 2050 CO2        |
| Mexiko                                              | Mexiko ETS                                                                | 2020      | Energie, Industrie                                                         | 273,1 (2021)                                | k. A.                  | 35 % unter BAU            | k. A.           |
| Montenegro                                          | Montenegro ETS                                                            | 2020      | Energie, Industrie                                                         | 3,15 (2022)                                 | 26,08                  | 55 % unter 1990           | 2050 Klima      |
| Neuseeland                                          | New Zealand ET Scheme                                                     | 2008      | Energie, Industrie, Gebäude, Verkehr, Luftverkehr, Abfall, Forstwirtschaft | 27,9 (2023)                                 | 38,30                  | 50 % unter 2005           | 2050 Net zero   |
| Schweiz                                             | Schweizer EHS (L2)                                                        | 2008      | Energie, Industrie, Luftverkehr                                            | 4,4 (Energie+Industrie) 1,1 (Luftverkehr)   | 87,67                  | 50 % unter 1990           | 2050 Net zero   |
| Vereinigtes Königreich                              | UK ETS                                                                    | 2021      | Energie, Industrie, Luftverkehr                                            | 92,1 (2024)                                 | 69,42                  | 68 % unter 1990           | 2050 Net zero   |
| USA                                                 | California Cap-and-Trade Program (L1)                                     | 2012      | Energie, Industrie, Gebäude, Verkehr                                       | 280,7 (2024)                                | 32,93                  | 40 % unter 1990           | 2045 CO2        |
| USA                                                 | Massachusetts Limits on Emissions from Electricity Generators             | 2018      | Energie                                                                    | 7,6 (2024)                                  | 6,35                   | 50 % unter 1990           | 2050 Net zero   |
| USA                                                 | Regional Greenhouse Gas Initiative (RGGI)                                 | 2009      | Energie                                                                    | 63 (2024)                                   | 12,81                  | 30 % unter 2020           | k. A.           |
| USA                                                 | Washington´s cap-and-invest program                                       | 2023      | Energie, Industrie, Gebäude, Verkehr                                       | 58,5 (2024)                                 | 52,88                  | 45 % unter 1990           | 2050 Net zero   |

### In Entwicklung
| Staat(en)                                           | (Kurz-)Bezeichnung                                                                   | Start geplant | Sektoren                                                  | Ziel 2030                     | Neutralität bis |
| --------------------------------------------------- | ------------------------------------------------------------------------------------ | ------------- | --------------------------------------------------------- | ----------------------------- | --------------- |
| Brasilien                                           | ohne Bezeichnung                                                                     | k. A.         | k. A.                                                     | 50 % unter 2005               | 2050 Klima      |
| Kanada                                              | Canada National Cap-and-Trade System for Oil and Gas Emissions                       | k. A.         | k. A.                                                     | 40–45 % unter 2005            | 2050 Net zero   |
| Kolumbien                                           | Colombia National Program of Tradable Greenhouse Gas Emission Quotas                 | bis 2030      | k. A.                                                     | 51 % unter BAU                | 2050 Klima      |
| 27 EU-Staaten sowie Liechtenstein, Island, Norwegen | EU-ETS 2                                                                             | 2027          | Gebäude, Verkehr                                          | 55 % unter 1990               | 2050 Klima      |
| Indien                                              | Indian Carbon Credit Trading Scheme                                                  | k. A.         | k. A.                                                     | 45 % unter 2005 Intensität    | 2070 Net zero   |
| Japan                                               | ohne Bezeichnung                                                                     | 2006          | k. A.                                                     | 50 % unter 2013               | 2050 Net zero   |
| Russland                                            | Sakhalin                                                                             | k. A.         | k. A.                                                     | k. A.                         | 2025 CO2        |
| Türkei                                              | Türkiye ETS                                                                          | k. A.         | k. A.                                                     | 41 % unter BAU                | 2053 Net zero   |
| Ukraine                                             | Ukraine ETS                                                                          | k. A.         | k. A.                                                     | 65 % unter 1990               | 2060 Klima      |
| USA                                                 | Colorado Greenhouse Gas Emissions and Energy Management for Manufacturing Regulation | k. A.         | Industrie                                                 | 50 % unter 2005               | 2050 Net zero   |
| USA                                                 | New York’s Cap-and-Invest Program (NYCI)                                             | k. A.         | Energie, Industrie, Gebäude, Verkehr, Luftverkehr, Abfall | 40 % unter 1990               | 2050 Klima      |
| USA                                                 | Oregon                                                                               | k. A.         | k. A.                                                     | 50 % Baseline 2025            | k. A.           |
| USA                                                 | Pennsylvania ETS                                                                     | k. A.         | Energie                                                   | k. A. (2025: 26 % unter 2005) | k. A.           |
| Vietnam                                             | Vietnam ETS                                                                          | 2027          | k. A.                                                     | 43,5 % unter BAU              | 2050 Net zero   |

### In Planung
| Staat(en)   | (Kurz-)Bezeichnung | Start geplant | Sektoren                                | Ziel 2030                  | Neutralität bis |
| ----------- | ------------------ | ------------- | --------------------------------------- | -------------------------- | --------------- |
| Argentinien | ohne Bezeichnung   | k. A.         | k. A.                                   | 21 % unter 2007            | 2050 Klima      |
| Chile       | Chile ETS          | k. A.         | Industrie, Verkehr, Luftverkehr, Abfall | 25 % unter 2016            | 2050 Klima      |
| Malaysia    | Malaysia ETS       | k. A.         | k. A.                                   | 45 % unter 2005 Intensität | 2050 Net zero   |
| Pakistan    | Pakistan ETS       | k. A.         | k. A.                                   | 50 % unter BAU             | k. A.           |
| Philippinen | ohne Bezeichnung   | k. A.         | k. A.                                   | 75 % unter BAU             | k. A.           |
| Taiwan      | Taiwan ETS         | k. A.         | k. A.                                   | 24 % unter BAU             | 2050 Net zero   |
| Thailand    | Thailand ETS       | k. A.         | k. A.                                   | 40 % unter BAU             | 2065 Klima      |
| USA         | Maryland           | k. A.         | k. A.                                   | 60 % unter 2006            | 2045 Net zero   |

### Sonderfälle
- Das Carbon Offsetting and Reduction Scheme for International Aviation (CORSIA) ist ein Kohlenstoffkompensations- und Reduktionsprogramm für die internationale Zivilluftfahrt.[3]

### Beendete Handelssysteme
- Im Rahmen der Flexiblen Mechanismen des Kyoto-Protokolls konnten teilnehmende Staaten bis 2020 Emissionszertifikate (Assigned Amount Units, AAU) untereinander handeln.[4]
- Von 1995 bis 2010 wurde in den USA unter dem Acid Rain Program ein Handelssystem für Schwefeldioxid-Emissionen (SO2) betrieben.[5]
- Das ursprünglich 2022 unter dem Climate Protection Program (CPP) gestartete ETS in Oregon (USA) wurde im Dezember 2023 gerichtlich außer Kraft gesetzt uns soll durch ein neues, noch in Entwicklung befindliches ETS ersetzt werden.